# Aadma
Aadma – wieś w Estonii, w prowincji Hiuma, w gminie Käina. W roku 2000 we wsi mieszkały 33 osoby.